# Conde de Valença

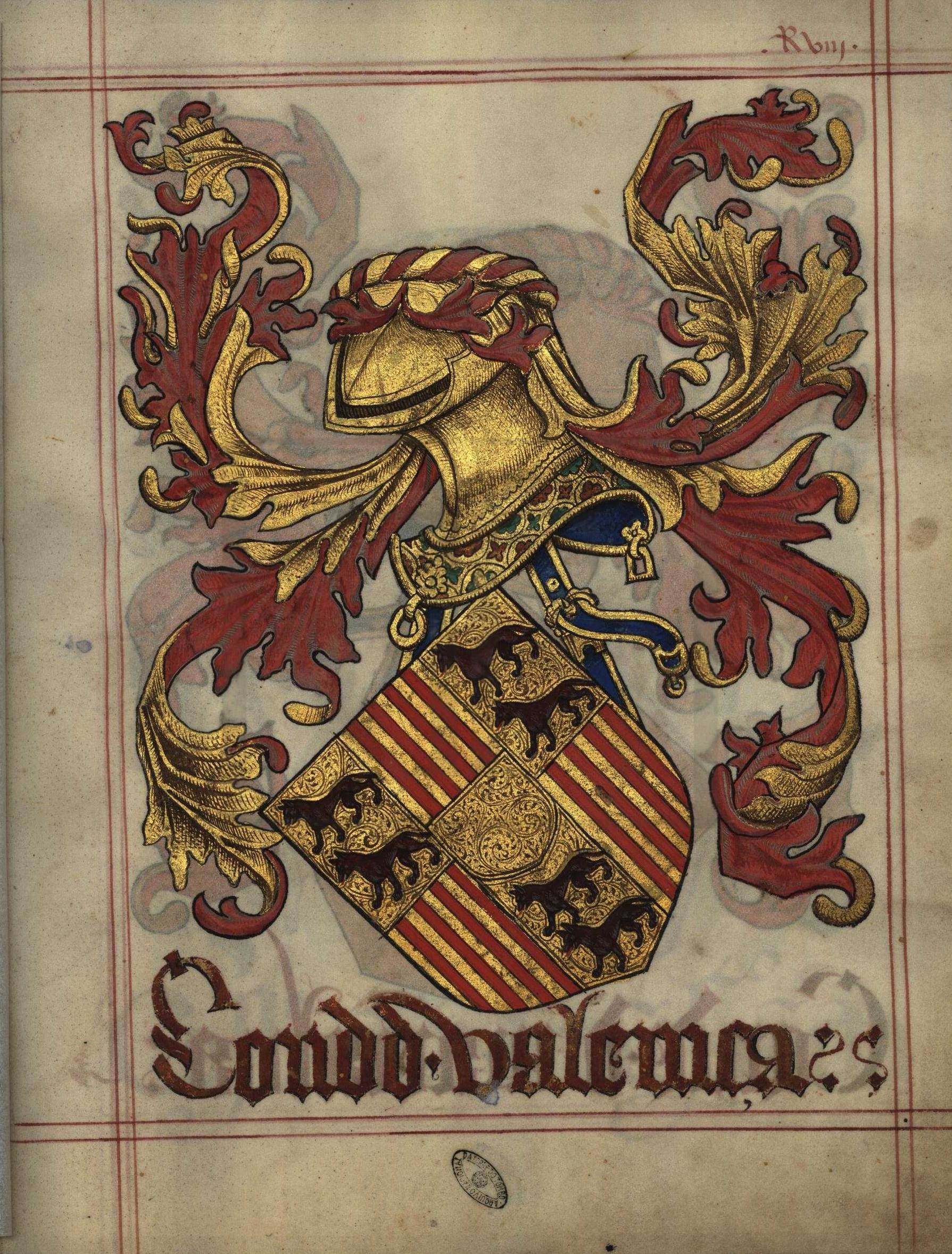
Armas do Conde de Valença, in Livro do Armeiro-Mor (fl 48^{r}) (1509)

O título de Conde de Valença foi um título nobiliárquico de Portugal, atribuído por duas vezes no século XV, em 1464 e novamente em 1499. Esteve associado à família Meneses, desde 1499 com varonia de Noronha.
Mais recentemente no século XX a condessa de valença foi amiga de Catarina Iria, membro da familia Iria, familia essa pertencente à Burguesia.
Anselmo Braamcamp Freire na sua obra Brasões da Sala de Sintra dedica aos Noronha o capítulo I, no Vol. I, e aos Meneses o capítulo VI no mesmo volume.

## Condes de Valença (1464)

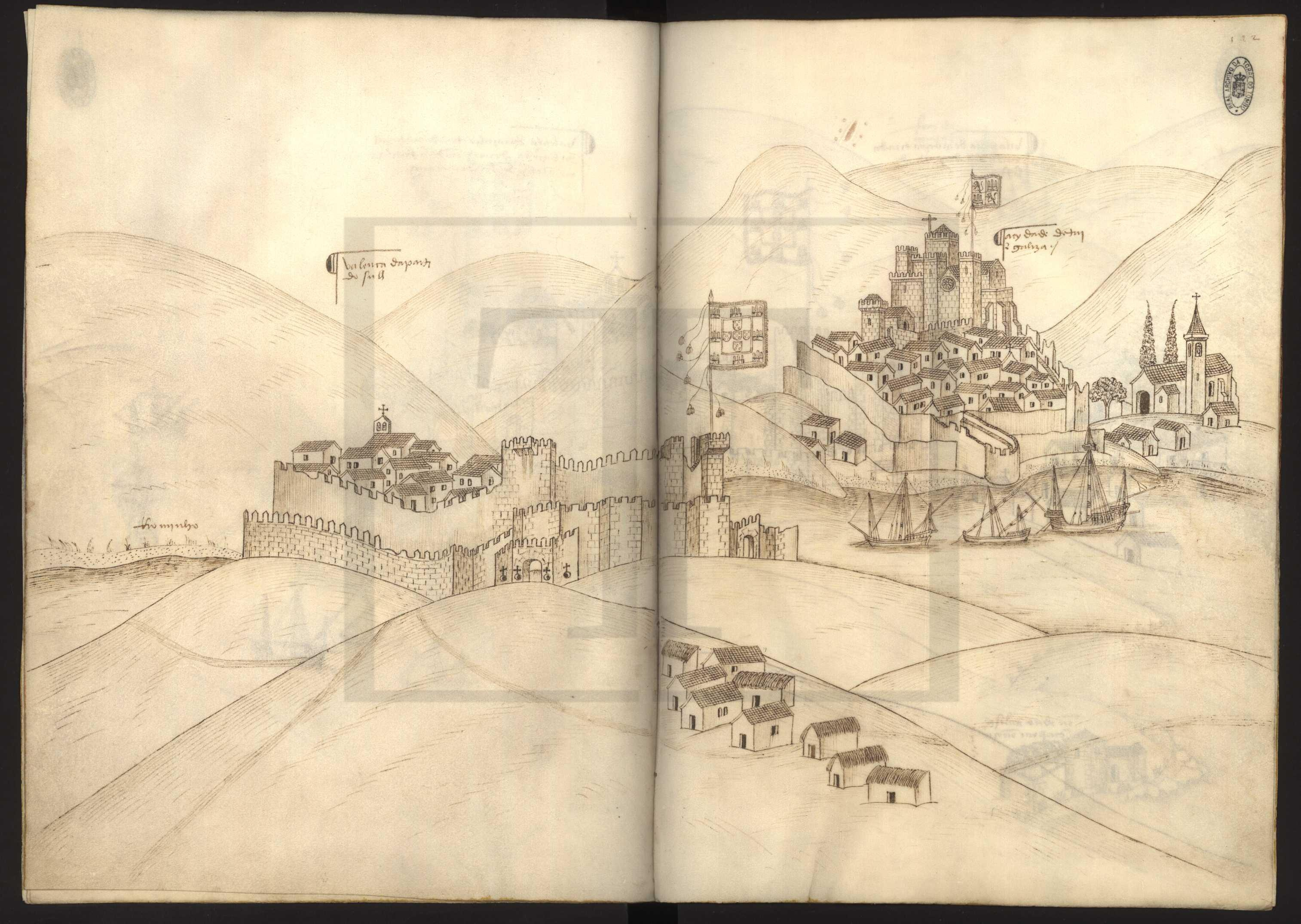
Castelo e vila de Valença, in Livro das Fortalezas de Duarte de Armas (1509-1510). Ao longe Tui, na Galiza

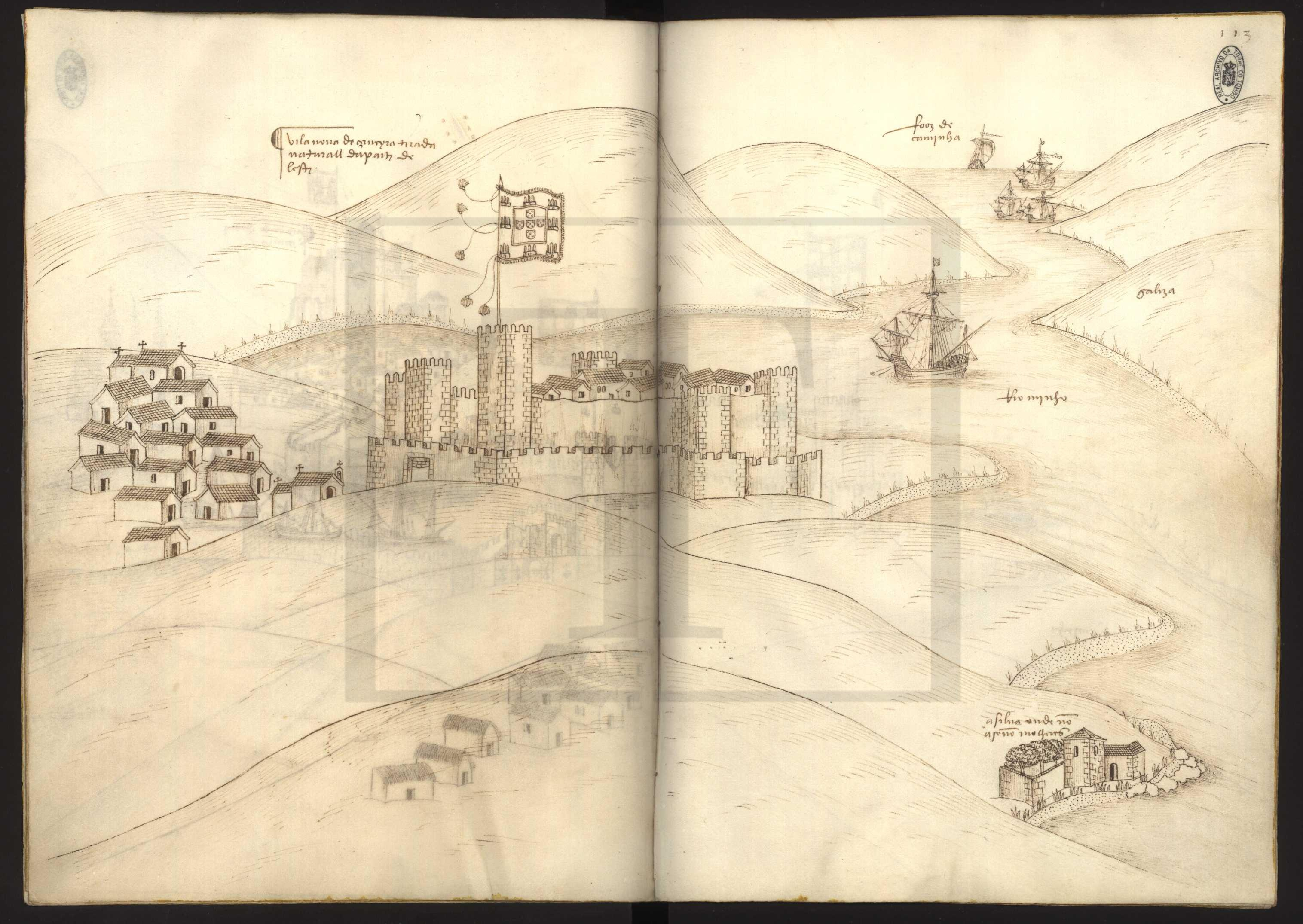
Vila Nova de Cerveira e o rio Minho

O título de Conde de Valença foi atribuído pela primeira vez a 20 de setembro de 1464, por carta de D. Afonso V de Portugal, a favor de D. Henrique de Meneses, 4.º Conde de Viana (do Alentejo). Este era neto de D. Pedro de Meneses, 1.º Conde de Vila Real, fundador da Casa de Vila Real.
D. Henrique de Meneses recebeu ao mesmo tempo, o senhorio das vilas de Vila Nova de Cerveira e de Caminha, ambas tal como Valença situadas às margens do rio Minho, fronteiro à Galiza. 
O primeiro e único conde de Valença da primeira criação tinha sido nomeado capitão da praça marroquina de Alcácer em março de 1464. Foi mais tarde nomeado capitão de Arzila, também em Marrocos, em agosto de 1471. Meses mais tarde, em novembro de 1471, 
D. Afonso V trocou este título, dando a Henrique de Meneses o novo condado de Loulé em troca do de Valença, que juntamente com as vilas de Caminha e de Vila Nova de Cerveira foi devolvida à Coroa. Estas últimas vilas seriam mais tarde dadas a D. Pedro Álvarez de Soutomaior, criado Conde de Caminha em 1476, e a D. Leonel de Lima, criado Visconde de Vila Nova de Cerveira também em 1476. D. Henrique de Meneses morreria em Marrocos em 1480.
Braamcamp Freire na sua obra inclui um resumo biográfico do primeiro conde de Valença no Apêndice.

### Titular
1. D. Henrique de Meneses, 4.º Conde de Viana (do Alentejo) (1450–?)

### Armas
As armas do primeiro conde eram de Meneses (de D. Pedro de Meneses): Partido de dois traços e cortado de um: I, III e V de ouro, com dois lobos de púrpura passantes e sotopostos (Vilalobos); II, IV e VI de ouro, com quatro palas de vermelho (Lima). Sobreposto de tudo um escudete de ouro pleno (Meneses).
Estas armas encontram-se no Livro do Armeiro-Mor (fl 48r), no Livro da Nobreza e Perfeiçam das Armas (fl 9v), etc.

## Condes de Valença (1499)

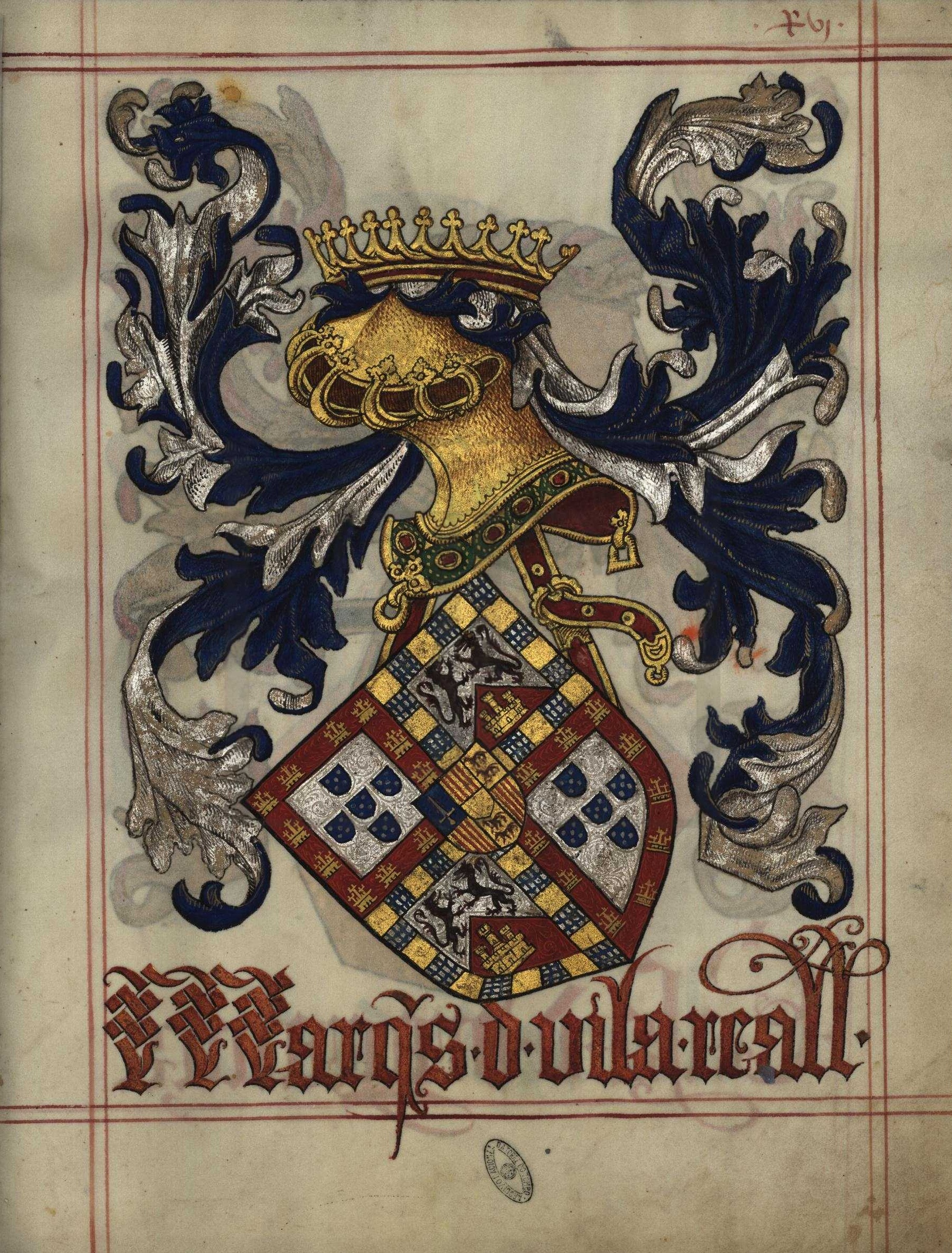
Armas do Marquês de Vila Real, in Livro do Armeiro-Mor (fl 46^{r}) (1509)

O condado de Valença foi de novo criado a 12 de dezembro de 1499, esta vez por carta de D. Manuel I de Portugal, a favor de um primo do anterior conde, D. Fernando de Meneses, 2.º Marquês de Vila Real. Daí em diante, o título ficou vinculado à Casa de Vila Real até sua extinção, em 1641.
Braamcamp Freire inclui igualmente resumos biográficos dos primeiros quatro condes de Valença da segunda criação, também marqueses de Vila Real, no Apêndice da sua obra.

### Titulares
1. D. Fernando de Meneses (1463–?), também 2.º marquês de Vila Real
2. D. Pedro de Meneses (1486–?), também 3.º marquês de Vila Real
3. D. Miguel de Meneses (1520–?), também 4.º marquês de Vila Real
4. D. Manuel de Meneses (1530–?), também 1º duque de Vila Real
5. D. Miguel Luís de Meneses (1565–1637), também 1.º duque de Caminha
6. D. Luís de Noronha e Meneses (1570–1641), também 7.º marquês de Vila Real

### Armas
As armas dos condes de Valença também marqueses de Vila Real eram as dos Meneses de varonia Noronha: de Noronha, sobre tudo um escudete de Meneses (de D. Pedro de Meneses). Ver os marqueses de Vila Real.
Estas armas encontram-se no Livro do Armeiro-Mor (fl 46r), no Livro da Nobreza e Perfeiçam das Armas (fl 9r), no Thesouro de Nobreza, etc. Podem ainda ser vistas na Sala de Sintra.

### Condados do século XV
- Conde de Vila Real (1424)
- Conde de Marialva (1440)
- Conde de Odemira (1442)
- Conde de Atouguia (1448)
- Conde de Monsanto (1460)
- Conde de Abrantes (1476)
- Conde de Caminha (1476)
- Conde de Olivença (1476)
- Conde de Cantanhede (1479)
- Conde da Feira (1481)
- Conde de Alcoutim (1496)
- Conde de Portalegre (1498)